# 庙仙乡
庙仙乡，是中华人民共和国河南省信阳市罗山县下辖的一个乡镇级行政单位。

## 行政区划
庙仙乡下辖以下地区：
庙仙村、吴乡村、南李店村、围孜村、项寨村、熊林村、高庄村、姜嘴村、周店村、章楼村、柴乡村、蒋洼村、方集村、邢桥村和赵洼村。